# Калениченко, Александр Георгиевич
Александр Георгиевич Калениченко (? — 30 июня 1963) — советский инженер-строитель. Главный редактор Госстройиздата. Лауреат Сталинской премии (1950).

## Биография
Начал трудовую деятельность в начале 1920-х годов. Работал в Комсомольске-на-Амуре техником-десятником, производителем работ, главным строителем треста Дальпромстрой. Был главным инженером трестов Моспромстрой, Донмашстрой, затем — главным инженером Главсевзапстроя Минтяжстроя. С конца 1950-х годов и до конца жизни работал главным редактором Госстройиздата.
Жил в Москве по адресу: Печатников переулок, дом 13. Умер 30 июня 1963 года.

## Награды
- Сталинская премия третьей степени (1950)[1] — за разработку новых методов устройства рулонных кровель
- Орден Трудового Красного Знамени[1]
- Два ордена Красной Звезды[1]